# Agnieszka Rypel
Agnieszka Rypel – polska filolog, dr hab. nauk humanistycznych, profesor uczelni Katedry Stylistyki i Pragmatyki Językowej Wydziału Językoznawstwa Uniwersytetu Kazimierza Wielkiego.

## Życiorys
12 grudnia 2000 obroniła pracę doktorską Komunikacyjnojęzykowe i pedagogiczne aspekty w kształceniu wypowiedzi pisemnych, 11 kwietnia 2013 habilitowała się na podstawie pracy zatytułowanej Ideologiczny wymiar dyskursu edukacyjnego. Na przykładzie podręczników języka polskiego z lat 1918-2010. Została zatrudniona na stanowisku adiunkta w Instytucie Filologii Polskiej na Wydziale Humanistycznym Uniwersytetu Kazimierza Wielkiego.
Awansowała na stanowisko profesora nadzwyczajnego w Instytucie Filologii Polskiej i Kulturoznawstwa na Wydziale Humanistycznym Uniwersytetu Kazimierza Wielkiego.
Jest profesorem uczelni Katedry Stylistyki i Pragmatyki Językowej Wydziału Językoznawstwa Uniwersytetu Kazimierza Wielkiego.